# Квинт Педий (квестор)
Квинт Пе́дий (возможно, носил когномен «Публикола», лат. Quintus Pedius (Poplicola); умер после 35 года до н. э.) — древнеримский государственный деятель периода кризиса Республики, городской квестор 41 года до н. э.

## Биография
Квинт Педий приходился сыном родственнику Гая Юлия Цезаря, консулу-суффекту 43 года до н. э., носившему такое же имя, и Валерии. В 41 году до н. э. Квинт Педий-младший занимал должность городского квестора Рима: в этом качестве он реставрировал храм Юноны Луцины на Эсквилине. Упоминается Горацием в первой книге своих сатир (опубликованной, приблизительно, в 35 году до н. э.) как оратор и судебный защитник. В браке с неизвестной имел сына, родившегося немым и ставшего впоследствии художником.
Крупный британский учёный Р. Сайм на родословной схеме «Мессала Корвин» изображает Квинта Педия-квестора не сыном, а мужем Валерии. Однако, это противоречит тексту Плиния Старшего, который называет немого художника Педия внуком консула-суффекта 43 года до н. э. и родственницы Мессалы Корвина.